# Ovidiu Stîngă
Ovidiu Stângă est un footballeur international roumain né le 5 décembre 1972 à Craiova.

## Palmarès

### En équipe nationale
- 24 sélections et 0 but avec l'équipe de Roumanie entre  1993 et 1998

### Avec l'Universitatea Craiova
- Champion de Roumanie en 1991
- Vainqueur de la Coupe de Roumanie en 1991 et 1993
- Vice-champion de Roumanie en 1994 et 1995

### Avec le PSV Eindhoven
- Champion des Pays-Bas en 1997, 2000 et 2001
- Vainqueur de la Supercoupe des Pays-Bas en 1997, 1998 et 2000

### Avec le Dinamo Bucarest
- Champion de Roumanie en 2002